# Rilly-Sainte-Syre
Rilly-Sainte-Syre ist eine französische Gemeinde mit 230 Einwohnern (Stand: 1. Januar 2022) im Département Aube in der Region Grand Est. Der Ort gehört zum Arrondissement Nogent-sur-Seine und zum Kanton Creney-près-Troyes. Zudem ist die Gemeinde Teil des 2017 gegründeten Gemeindeverbands Seine et Aube.

## Geographie
Rilly-Sainte-Syre liegt etwa 19 Kilometer nordwestlich von Troyes an der Seine.
Nachbargemeinden sind Droupt-Saint-Basle im Norden, Les Grandes-Chapelles im Osten, Chapelle-Vallon im Südosten, Chauchigny im Süden, Savières im Südwesten sowie Saint-Mesmin im Westen.

## Bevölkerungsentwicklung
| Jahr                       | 1793 | 1800 | 1856 | 1906 | 1962 | 1968 | 1975 | 1982 | 1990 | 1999 | 2006 | 2011 | 2016 |
| Einwohner                  | 436  | 404  | 437  | 317  | 218  | 218  | 228  | 230  | 242  | 216  | 242  | 247  | 231  |
| Quellen: Cassini und INSEE |      |      |      |      |      |      |      |      |      |      |      |      |      |

## Sehenswürdigkeiten
- Kirche Saint-Savinien aus dem 12. Jahrhundert